# Ленкоранский район
Ленкоранский район (азерб. Lənkəran rayonu, тал. Lankoni rajon) — район на юге Азербайджана. Административный центр — город Ленкорань.

## Географическое положение
Район расположен на юго-востоке Азербайджана. Территория района составляет 1539 км2. На севере район граничит с Кура-Араксинской низменностью. На востоке и юго-востоке района расположено Каспийское море.
Рельеф равнинный, местами горный.
Район расположен в 268 км от Баку.

## История
После присоединения Талышского ханства к Российской империи в 1840 году был образован Талышинский уезд, который позже в 1846 году был переименован в Ленкоранский уезд в составе Шемахинской губернии, а с 1859 года в составе Бакинской губернии. После Октябрьской Революции в России на территории уезда в 1919 году была образована Муганская Советская Республика, включённая впоследствии в состав Азербайджанской Демократической Республики.
23 июля 1930 года в результате перехода на районное деление был образован Ленкоранский район.

## Население
По карте Кавказского края, составленной Генеральным штабом Отдельного Кавказского Корпуса в 1842 году, население Ленкоранского уезда, именовавшегося на то время (1840—1846) Талышинским, составляло 34 265 чел. (34 140 — магометане, 125 — христиане).
Согласно сборнику сведений о Кавказе под редакцией Н. Зейдлица, на 1873 год население Ленкоранского уезда составляло 95 382 человек, из которых азербайджанцев (в источнике отмечаются как «татары» и шахсевены) — 45 635 чел. (47 %), талыши — 42 999 чел. (45 %), русские — 6 516 чел. (6 %), армяне — 232 чел. (0,2 %). По посемейным спискам 1886 года общее количество талышей в Ленкоранcком уезде составляло 47 296 человек.
В дальнейших статистических материалах наблюдается странное явление: количество талышей убывает. По данным переписи 1897 года в уезде проживало 130 987 тыс. чел. По данным первой всеобщей переписи 1897 г. по признаку родного языка в Ленкоранском уезде: азербайджанцы (по источнику «татары») — 84 725 чел. (64,7 %), талыши — 34 991 чел. (26,7 %), русские — 9 728 чел. (7,4 %).
Согласно этнографу-кавказоведу Г. Ф. Чурсину существенное долевое сокращение талышского населения по переписи 1897 года по сравнению с данными 1886 года не может объясняться естественными демографическими процессами и являются следствием учёта талышей по признаку родного языка как азербайджанцев («кавказских татар»). После 1886 года талыши не выселялись и не вымирали. Г. Ф. Чурсин приходит к выводу, что значительная часть талышей, по признаку языка причислена к тюркам.
Изданный в 1914 году «Очерк сельского и лесного хозяйства Ленкоранского уезда» определяет количество талышей в уезде 77 066 человек, тюрок же всего 63 060 человек.
Согласно переписи населения 1939 года, в Ленкоранском районе Азербайджанской ССР азербайджанцы — 32,1 %, талыши составляли 53,5 %.
По данным переписи 1999 года, в Ленкоранском районе Азербайджана, азербайджанцы составляли — 25,2 % населения, талыши — 74,8 %.
Согласно исследованиям американских и западных ученых Ленкоранский район является крупнейшим по численности населения талышским районом. Общая численность населения составляет 200 344 человек, 75 % из которых являются этнически и лингвистически талышами. Он включает города Ленкорань и Лиман, а также шесть других городов и восемьдесят пять деревень. Это крупные центры торговли и культуры среди талышей. По тем же данным, талыши составляют около 60% населения Ленкорани.
Пятеро уроженцев Ленкоранского района являются Национальными героями Азербайджана[значимость факта?].
Согласно государственной переписи 2009 года, из 205 726 жителей 151 217 были талышами, 54 215 азербайджанцами. В переписе населения указывало какому из народов относятся.[прояснить]

## Административное устройство
В состав Ленкоранского района входят 2 города, 8 посёлков, 83 села. Крупные поселки — Вильван, Веравуль, Шахвасир, Синовли, Завод, Гунахир, Осакуджа, Хоравендж, Киров.

## Экономика

### Сельское хозяйство

#### Рисоводство
Одна из древних традиционных посевных культур Ленкоранского района — рис. Государственная программа на 2004—2008 г. предусматривала увеличение в районе посевных площадей риса на 500 га. В Ленкоранском районе выращиваются известные сорта риса, такие как «Чилом», «Седри», «Анбарбу», а на зональной испытательной станции проводятся научные опыты по выведению новых сортов риса.
Рисоводство положительно влияет на развитие окружающей фауны, привлекает в регион птиц, являющихся объектом охоты, способствует размножению рыб, развитию животноводства.

#### Чаеводство
Развитию чаеводства способствует влажный субтропический климат региона. Азербайджанский чай является победителем на мировых выставках и международных конкурсах.
Чайные плантации обрабатываются крестьянами. Обработкой чая в районе заняты 5 чаеобрабатывающих и одна чаерасфасовочная фабрика. Для орошения чайных плантаций было сооружено межгорное Ханбуланское водохранилище на 55 млн м³ воды, водоочистительные устройства, насосные станции и стационарно-оросительные сети.
В развитие чаеводства в районе вкладывают инвестиции компании «Азерсун-Холдинг» и «Бета». На предприятии «Лянкяран чай — 5» для создания образцовой чайной плантации было выделено 14 га. В 2019 году было произведено 3011,5 тонн чая.
На апрель 2024 года общая площадь чайных плантаций района составляет 552 гектара.

#### Цитрусовое и субтропическое плодоводство
В сельском хозяйстве Ленкорани цитрусовое и субтропическое плодоводство занимает особое место, и не случайно, что Ленкорань называют краем цитрусовых растений, таких как апельсины, мандарины, лимоны, кумкваты, помело и другие. В районе также растут кипарис, лавр, тунг, пальма, киви, эвкалипт и бамбуковые.
В селе Сепаради расположен цитрусовый сад площадью 150 гектар, в котором произрастает 141 тысяча цитрусовых, персиковых и нектариновых деревьев.

#### Овощеводство
С 1964 года овощеводство играет важную роль в экономике района. В 1980 году производство овощей составило свыше 200 тыс. т. После распада СССР и прекращения экономических связей уровень производства овощей резко снизился. В сельском хозяйстве преобладают овощи, картофель, виноградники и зерно.

### Животноводство
Одной из ведущих сельских отраслей района является животноводство. Ранее в горных сёлах района развивалось только овцеводство. Выделены площади для летних и зимних пастбищ в 5000 гектаров в Билясуварском, Нефтчалинском и Лерикском районах. Учитывая развитие животноводства, Министерство экономического развития заключили договор с потенциальными кредиторами о строительстве в районе молокозавода по стерилизации молока в сутки с производительностью 60 тонн в сутки. На 1 января 2020 года в округе насчитывалось 53032 голов крупного рогатого скота, в том числе 24315 голов коров и верблюдов.

### Рыболовство
Рыболовство занимает важное место в экономике района. В районе действует 3 рыбных хозяйства и одно рыборазводное. По выделенному лимиту в рыбном хозяйстве Каспийского моря в основном ловят севрюгу, осётра, белугу; из чешуйчатых рыб — воблу, сазана, кутума, карап, жереха, черноспинку, щуку, сельдь и кефаль. В районе ведутся работы по размножению рыб в искусственных водоемах. В селах Гиркан, Зовля, Осакюджа в созданных рыбных хозяйствах были выпущены в водоемы рыбы-мальки.

### Пчеловодство
По подсчётам учёных в районе имеются кормовые базы для содержания 10 тыс. пчелиных семей. Для реализации проектов по восстановлению пчеловодства в районе Европейский союз выделил гранты на сумму 18 000 евро. В настоящее время в хозяйстве «Медоносная пчела», созданном в селении Хавзава, начаты работы по реализации этих проектов.

### Промышленность
В Ленкоранском районе зарегистрированы 56 промышленных предприятий, из которых 37 функционируют. 95,7 % промышленности района составляет пищевая промышленность. В 2003 году промышленными предприятиями района, а также физическими лицами было произведено продукции на 34,9 млрд манат.

### Банки и финансовые учреждения
В районе функционируют филиалы 10 банков: Национального банка, Международного банка Азербайджана,  Рабитабанка,  Ата-банка, Аксесс-банка (Банка микрокредитования), ЮниБанка, банка «Республика»,  Техникабанка, NBC-банка и Агрокредитного банка.

### Частные предприятия
В последние годы[когда?]

 начали функционировать занимающиеся обработкой овощей фирмы «Чинар» и «Вита», «Ибрагим», «Дигах», организация «Чыраг», производящая томаты и бисквитную продукцию ОАО «Ленкорань молоко», тепличный комбинат «Джануб-Агро», фирма по производству пива «Ш-Мари», за счёт которых обеспечены работой дополнительно 600 человек. Начиная с 1995 года в Ленкоранском районе приватизированы 211 малых, средних и больших объектов бытового обслуживания. Начиная с 1998 года коммерческое объединение производства «Зёвг» объединило все эти объекты и образовало единый сектор бытового обслуживания.
По состоянию на 1 января 2020 года в районе зарегистрировано 59 отраслей промышленности. Три объекта являются иностранными учреждениями, 5 — корпорациями, 15 — крупными и средними предприятиями и 15 — небольшими, кроме того насчитывается 29 физических лиц, осуществляющих производственную деятельность без юридического лица.

### Иные отрасли
В селе Талышлы действует бамбуковое хозяйство на 1 000 бамбуков.

## Инфраструктура
16 января 2024 года в пос. Гурумба открыт Ленкоранский региональный центр службы «ASAN».

## Достопримечательности
- Крепость Кинон

## Знаменитые уроженцы
- Ази Агадович Асланов (1910—1945) — советский военачальник, гвардии генерал-майор, дважды Герой Советского Союза
- Аллахшукюр Пашазаде (1949) — Шейх аль-ислам и Хаджи
- Заур Рзаев — (1937—2010) — генерал-майор Национальной армии Азербайджана, азербайджанский военный деятель
- Паша Тахмазов — Национальный Герой Азербайджана
- Мамедсадыг Абдуллаев (1924—2006) — анатом, гистолог, доктор медицинских наук, профессор, заслуженный деятель науки
- Зафа́р Сафа́рович Гули́ев — советский и российский спортсмен, борец классического (греко-римского) стиля, заслуженный мастер спорта России, чемпион СНГ(1992), трёхкратный чемпион России(1992 , 1993 и 1998), трёхкратный чемпион Европы(1993 , 1994 и 1996), Бронзовый призёр[15] XXVI летних Олимпийских игр 1996 года в Атланте(США), серебряный, бронзовый призёр чемпионатов Европы (1995), (1992) и серебряный, бронзовый призёр чемпионатов Мира(1993), (1995) ,Победитель турнира «Матч Века» по греко-римской борьбе между сборными Мира и сборной России, проходивший в московском спорткомплексе «Дружба» (1994), Кавалер медали ордена «За заслуги перед Отечеством» II степени (1997), Награждён знаком отличия «За заслуги перед Ульяновской областью» (2020).